# Alie Ataee
Aliyeh Ataei (en persa: عالیه عطایی‎) (3 de junio de 1981) es una novelista y guionista iraní-afgana que ha escrito varios libros y cuentos para múltiples revistas como Guernica y Michigan Quarterly Review. El foco principal de sus obras es la literatura de la inmigración a Iran. Ha ganado varios premios literarios, incluido el Mehregan Adab.

## Trayectoria
Aliyeh Ataei nació el 3 de junio de 1981 y creció en Darmian, una región fronteriza entre la provincia de Khorasan del Sur de Irán y la provincia de Farah de Afganistán. Al crecer en Irán como parte de una minoría femenina, experimentó mucha discriminación y dificultades que la llevaron a trabajar como activista por los derechos de las mujeres. Sus obras están profundamente influenciadas por sus observaciones y experiencias de cuando era niña.
Ataei se graduó de la escuela secundaria en Birjand y fue a Teherán para continuar sus estudios en la Universidad de Arte de Teherán, donde se licenció y obtuvo su master en guion. Ataei dedicó la mayor parte de su tiempo a escribir sobre la inmigración. Además de publicar libros, ha trabajado con varias revistas como Hamshahri, Tajrobeh, Saan y Nadastan. Sus cuentos también han sido traducidos y publicados en varias revistas inglesas y francesas, entre ellas Michigan Quarterly Review  y Guernica.

## Reconocimientos
- Premio literario Mehregan-e-Adab por Kafourpoosh (2014)[7]
- Premio literario Vav por Kafourpoosh (2014)[8]
- Premio Dastan-e-Tehran por Treinta Kilómetros, de Eye of the dog (2015)[9]
- Premio Dastan-e-Tehran para Galileo por Eye of the dog (2018)[10]
- Premio literario Mashhad por Eye of the dog (2021)[11]
- Premio Literario Asghar Abdullahi por Koorsorkhi (2021)[12]
- Premio Literario Ma por Koorsorkhi (2022)[13]

## Membresía
- Miembro de la academia del Premio Literario Hezar-o-Yek-Shab (2014)[14]
- Miembro de la Academia del Premio Literario Qand-e-Parsi (2017)[15]
- Miembro de la Academia del Premio Literario Ahmad Mahmoud (2020)[16]
- Miembro de la Academia del Premio Literario Fereshteh (2020)[17]

## Obra

### Cuentos cortos
- Galileo, traducido por Salar Abdoh, Palabras sin fronteras, (2019) [23]
- La alcoba, traducido por Salar Abdoh, Michigan Quarterly Review (2019)[5]
- El mercader fronterizo, traducido por Salar Abdoh, Quernica, (2019)[6]
- Café parisino, traducido por Mohammad Sarvi, The Bombay Review (2021)[24]

### Colaboraciones
- La historia de las mujeres de Afganistán, una colección de cuentos de Mohammad Hossein Mohammadi (Kabul, 2017) [25]
- Sous le ciel de Kaboul, una colección de cuentos de Khojesta Ebrahimi (París, 2018) [26]
- No hay nadie en casa, una colección de cuentos de Elham Fallah (Teherán, 2019) [27]
- La calle Valiasr de Teherán, una colección de cuentos de Kaveh Fooladinasab (Teherán, 2021) [28]